# 旺角的天空3終極邊緣
《旺角的天空3終極邊緣》（英語：Man Wanted 3），是一部2000年上映的香港黑幫電影，本片為1995年上映的黑幫電影旺角的天空續集，任達華、黎姿等主演。

## 故事大綱
一天，黑幫老大神風，約了影碟貴出來談判，神風假扮很有誠意，影碟貴卻說帶了一個朋友來，那個人便是另一名黑幫老大西洋仔，他出名在江湖上心狠手辣，這令神風開始害怕，西洋仔於是拿出十萬，並要求神風手下喝掉一支酒。當然，沒有人願意出來幫手。這時，小混混錢繼東出來幫忙，替神風喝掉那支酒，因此，神風決定收他為手下。
「旺角雙鷹」蒲俊為江湖上大人物，全部人也要給面子他，只有西洋仔不肯給面子。不久，蒲俊的世姪王子傑跟隨了西洋仔，蒲俊恐嚇西洋仔如果王子傑出事，即是西洋仔也會出事，西洋仔為人瘋癲，他漸漸開始害死王子傑，蒲俊馬上去找他談判，但是，西洋仔卻不給面子俊，最後，一場江湖上的恩怨要開始了結了...

## 角色
| 演員   | 角色   | 粵語配音 | 備註 |
| 任達華 | 蒲俊   | 任達華   | 本片主角 綽號“旺角雙鷹” 黑幫老大 被錢繼東崇拜，得知他是警方臥底后與其反目 和西洋仔面和心不和，最終反目 最終前往和西洋仔對質，後和錢繼東對付其                                          |
| 黎姿   | 何少芝 | 鄭麗麗   | 本片女主角 學校教師 錢繼東之女友，反對其加入黑社會，最後分手 |
| 丁子峻 | 錢繼東 | 丁子峻   | 黑幫成員，實為警方臥底 崇拜“旺角雙鷹”之稱的蒲俊，在被其得知是警方臥底后與其反目 何少芝之男友，被其反對加入黑社會 西洋仔之天敵 最後和蒲俊一起殺死西洋仔手下後，再槍殺西洋仔，並與其和好 |
| 雷宇揚 | 西洋仔 | 羅偉傑   | 本片終極大反派 聯英社老大 做事心狠手辣 錢繼東、神風哥之天敵 和蒲俊面和心不和，最終反目 指示王子傑收債，實故意害死其 最后被錢繼東槍殺                                                   |
| 宋本中 | 王子傑 | 李家輝   | 黑幫成員 蒲俊之乾兒子 在走頭無路下被逼成為西洋仔手下 後被西洋仔吩咐去收數時被對方斬死                                                                                                  |
| 李修賢 | 李Sir  | 羅偉亮   | 警察 錢繼東之上司 警告錢繼東不要忘掉警察身分 |
| 華中南 | 肥狗   | 楊捷康   | 警察 蒲俊之天敵 態度輕佻 |
| 陳仲維 | 阿華   | 羅偉亮   | 會計師 蒲俊之下屬，但不滿其 後支持西洋仔當話事人 |
| 徐忠信 | 神風哥 | 羅偉亮   | 黑幫老大 錢繼東之老大 西洋仔之天敵 表面為錢繼東解決其父的債務，實敷衍其 後因間接令錢繼東父親                                                                                           |
| 高雄   | 龍先生 | 楊捷康   | 黑幫龍頭 社團話事人 |
| 陳明君 | 阿玉   |          | 火鍋店老闆娘 王子傑之母 蒲俊的嫂子，為他已死去兄弟的妻子，但和蒲俊相愛 |
| 程小龍 | 東父   | 楊捷康   | 錢繼東之父 常欠下別人錢而常被打 |
| 張學潤 | 屎忽貴 |          | 賣盜版影碟的小混混 和神風面和心不和 找西洋仔鎮壓神風，但卻被其搶走新買的車子 |
| 劉俊輝 | 叔父   | 葉振聲   | 聯英社叔父 支持蒲俊當話事人 |
| 江富強 | 打手   | 黃志成   | 小混混 西洋仔之手下，後在最後為了不想死而逃走 |
| 梁啟智 | 叔父   |          | 聯英社叔父 支持西洋仔當話事人 |

## 主題曲
《終極邊緣》
- 主唱：丁子峻
- 作曲：李煥明
- 作詞：丁子峻

## 備註
1. ↑  旺角的天空2之男燒衣情節上亦與《旺角的天空》並無關係。

## 外部連結
- 香港影庫上《旺角的天空3終極邊緣》的資料（繁體中文）
- 開眼電影網上《旺角的天空3終極邊緣》的資料（繁體中文）
- 豆瓣电影上《旺角的天空3終極邊緣》的資料 （简体中文）
- 互联网电影数据库（IMDb）上《旺角的天空3終極邊緣》的资料（英文）